# Rio Bu Regregue
O Rio Bu Regregue, também grafado Bu-Regreg, Bu Ragrag, Bou-Regreg, Bouregreg ou Abi ou Abu Raqraq (do árabe أبورقراق), também conhecido como Rio Salé, é um rio do norte de Marrocos, com 240 km de comprimento e de caudal médio de 23 m³/s, que em períodos de cheia pode atingir o 1 500 m³/s. Nasce no maciço do Médio Atlas, a 1 627 m de altitude, próximo do Jbel Mtourzgane (província de Khémisset) e de Grou (província de Khénifra), e desagua no Oceano Atlântico entre s cidades de Salé e Rabat. O seu estuário é designado localmente Uádi Sala ou Wadi Sala.

## História
A presença humana no vale do Bu Regregue remonta ao século VI a.C., quando Chellah foi fundada por fenícios, depois substituídos pelos cartagineses. Chellah foi depois habitado por romanos e que construíram um porto no estuário. Depois da saída dos romanos da região, os "slauis" (habitantes de Salé), recuperaram o porto, que serviu de base a um longo período de dinamismo económico das cidades de ambas as margens do estuário, Rabat e Salé, e que também era da mais alta utilidade para os corsários de ambas as cidades e os seus combates contra as marinhas portuguesa e britânica. A atividade do porto fluvial de Abi Raqraq só entrou em declínio com a abertura do porto de Casablanca em 1913.
Os Almorávidas (séculos XI e XII) erigiram na margem esquerda (sul, lado de Rabat) uma pequena fortaleza para se protegerem das tribos Bouraghouata. O Califado Almóada reconstruiu e ampliou substancialmente a fortaleza, que passa a chamar-se Casbá dos Oudaias. A chegada de mouriscos (mouros ou simplesmente muçulmanos da Península Ibérica) a Rabat trouxe um novo fôlego à casbá, que foi restaurado e reforçado. A dinastia alauíta também empreendeu trabalhos de restauro entre 1757 e 1789 e entre 1790 e 1792.

## Hidrologia
O Bu Regregue é um dos principais cursos de água de Marrocos. Nasce no maciço central marroquino e percorre a meseta costeira até chegar ao litoral atlântico. A bacia hidrográfica é limitada a nordeste pela bacia do Sebou, ao sul pela do Morbeia (Oum Er-Rbia), a sudoeste pelas bacias dos uádis costeiros de Cherrat,  N'Fifikh e Malleh, e desagua a oeste, no Oceano Atlântico.
Além do Bu Regregue, os cursos de água mais importantes da sua bacia são o Oued Grou e os seus afluentes Akrech e Krifla. O potencial da bacia é estimada em 680 milhões de metros cúbicos, o qual alimenta a grande barragem de Sidi Mohamed Ben Abdellah, inuagurada em 1974. Esta barragem é a principal obra de uma estrutura de regularização de 245 milhões de m³ e água potável, que conta com mais sete barragens menores: Aird, Ait Lamrabtia, Bouknadel, Mahrouk e N'khila nas proximidades de Khémisset, Ain Tourtoute, e Tskrame nas proximidades de Khénifra.

### Poluição
Entre os principais problemas relacionados com a qualidade da água na parte final do curso do Bu Regregue encontram-se a intrusão salina causada por marés, escoamento excessivo de nitratos de terrenos agrícolas e contaminação por mercúrio que se pensa ser proveniente de certos pesticidas usados na bacia hidrográfica.

## Projeto de desenvolvimento do vale do Bu Regregue
Em janeiro de 2006 foi oficialmente iniciado um projeto de desenvolvimento do vale do Bu Regregue, impulsionado pelo rei Mohammed VI, que incide sobre uma área que vai desde o estuário, junto à Casbá dos Oudaias, até à barragem de Sidi Mohammed Ben Abdellah, numa extensão de 17 km. O projeto é administrado pela Agência Bouregreg, a qual tem a seu cargo a gestão global do vale, desde o urbanismo ao ambiente, dos aspetos sociais aos de património. Entre os objetivos do projeto detsacam-se a despoluição, a gestão do território tendo em vista torná-lo um espaço de prestígio e coesão social, suscetível de criar riqueza e de promover uma política de desenvolvimento sustentável.
Entre as obras já lançadas no âmbito do projeto para facilitar as ligações entre as cidades irmãs de Rabat e Salé encontram-se duas linhas de elétricos com 20 km de extensão; uma nova ponte de 14 m de altura, 46 m de largura, cinco faixas de rodoviárias, uma de elétricos e duas para biciletas e peões; e um túnel de 1,5 km sob as muralhas dos Oudayas.